# Rieux-en-Cambrésis
Rieux-en-Cambrésis är en kommun i departementet Nord i regionen Hauts-de-France i norra Frankrike. Kommunen ligger i kantonen Carnières som tillhör arrondissementet Cambrai. År 2022 hade Rieux-en-Cambrésis 1 432 invånare.

## Befolkningsutveckling
Antalet invånare i kommunen Rieux-en-Cambrésis
| Referens: INSEE |